# Барахаєвка
Бараха́євка (рос. Барахаевка, башк. Барахевка) — присілок у складі Аскінського району Башкортостану, Росія. Входить до складу Аскінської сільської ради.
Населення — 124 особи (2010; 148 у 2002).
Національний склад:
- татари — 36 %
- башкири — 35 %